# Buck Baker
Elzie Wylie Baker Sr. (ur. 4 marca 1919 w Richburgu, zm. 14 kwietnia 2002 w Charlotte) – amerykański kierowca wyścigowy, dwukrotny mistrz głównej serii NASCAR.
Wystartował w pierwszym wyścigu w 1939 roku w Greenville w Karolinie Południowej. Nie był to dla niego udany debiut, gdyż w wyścigu przebił oponę. Starty w głównej serii NASCAR rozpoczął już w 1949, gdy powstały mistrzostwa. W 1952 odniósł pierwsze zwycięstwo w mistrzostwach podczas wyścigu na torze Columbia Speedway. Wygrał także mistrzostwa NASCAR Speedway Division, serię dla pojazdów typu Open wheel z seryjnymi silnikami. W 1954 zakończył sezon na trzeciej pozycji, a rok później na drugiej. W 1956 wygrał 14 wyścigów, a rok później 10 i zdobył dwukrotnie mistrzostwo Grand National. Kolejny rok zakończył na drugiej pozycji w mistrzostwach. W 1976 zakończył karierę startując w ośmiu wyścigach. Wystartował w 635 wyścigach wygrywając 46 z nich, a do 45 startując z pierwszego pola.
W 1976 założył Buck Baker Racing School, szkołę jazdy dla kierowców wyścigowych.
Najważniejsze przyznane mu wyróżnienia to dołączenie do International Motorsports Hall of Fame oraz uznanie go za jednego z 50 najlepszych kierowców NASCAR (NASCAR's 50 Greatest Drivers).
Zmarł w nocy 14 kwietnia 2002 roku w Charlotte w Karolinie Północnej w wieku 83 lat z przyczyn naturalnych.